# Saint-Martin-d'Aubigny
Saint-Martin-d'Aubigny is een gemeente in het Franse departement Manche (regio Normandië) en telt 471 inwoners (1999). De plaats maakt deel uit van het arrondissement Coutances.

## Geografie
De oppervlakte van Saint-Martin-d'Aubigny bedraagt 15,3 km², de bevolkingsdichtheid is 30,8 inwoners per km².
De onderstaande kaart toont de ligging van Saint-Martin-d'Aubigny met de belangrijkste infrastructuur en aangrenzende gemeenten.

## Demografie
Onderstaande figuur toont het verloop van het inwonertal (bron: INSEE-tellingen).
1. ↑  Populations de référence 2022.